# 爆弾

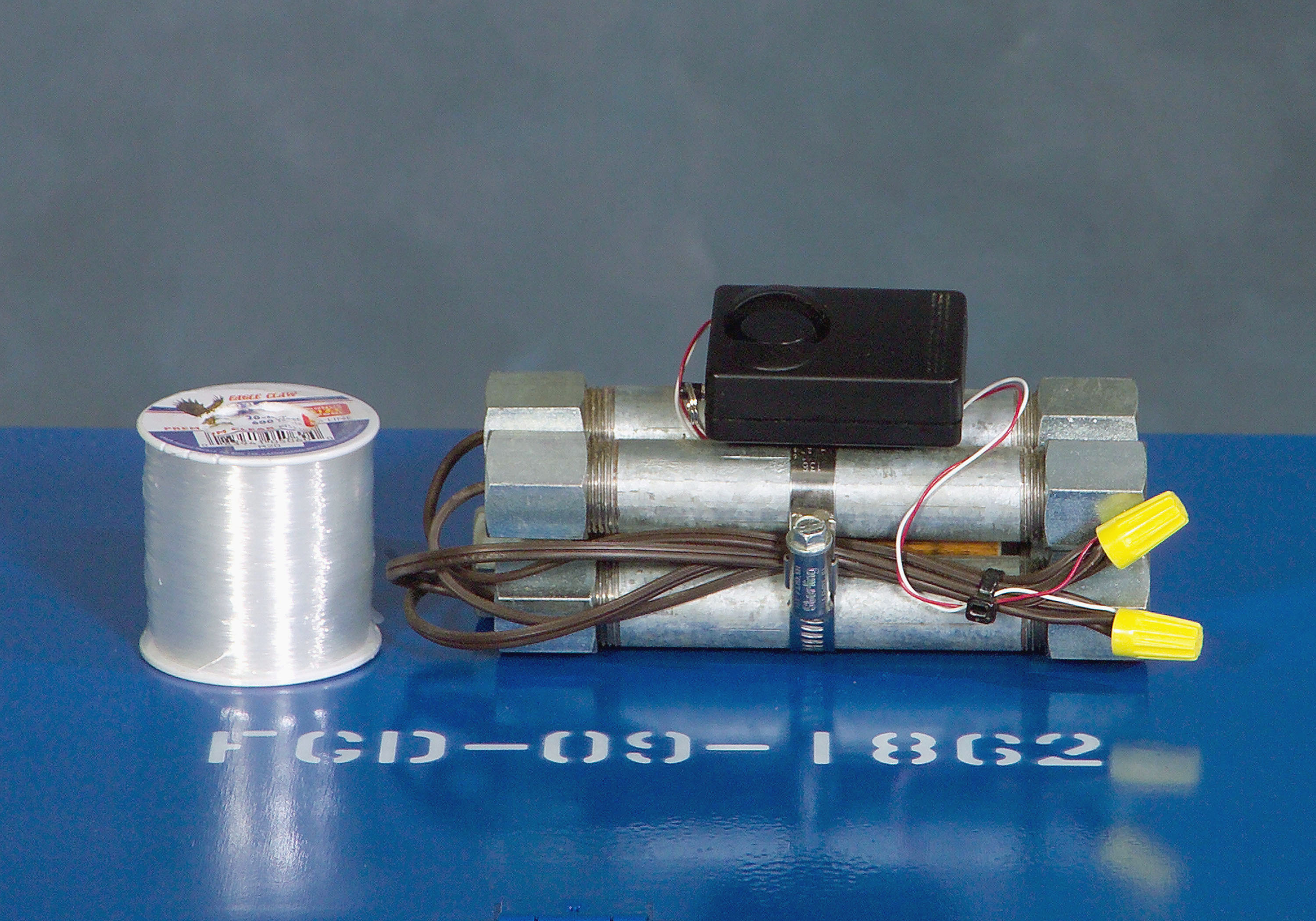
パイプ爆弾と起爆用のワイヤ

爆弾（ばくだん、英:Bomb、独: Bombe）とは、爆発による熱や衝撃などによって対象とする生物や物体を殺傷、破壊するための兵器である。一般に、爆薬とそれを装填する容器、信管などの発火装置で構成される。なお、兵器以外でも、発破などの民間利用に用いられる同様の装置を指して爆弾と呼ぶことがある。トンネル工事などに用いられる事もある。
軍事利用の面では、特に航空機から投下される航空機搭載爆弾を指して爆弾の語が使われる。他にも爆薬を使った兵器として、小型で人力により投射される手榴弾、水中に投下される機雷や爆雷、大砲から投射するものを榴弾、推進装置を持つ物をロケット弾、さらに誘導装置まで持つものをミサイルと呼ぶ。ただし、推進装置は持たないが誘導装置を持つ物は一般的に誘導爆弾に分類される。

## 概要
爆弾は、爆発させたときに爆風と破片によって周囲の目標物を破壊または人員を殺傷するように設計されている。そのほかに、中性子爆弾のように大量の中性子線を放射、生物への攻撃を主目的とし、物的・経済的損失をできる限り抑える（戦後の鹵獲（ろかく）・接収を目的とする）爆弾もある。
通常は固体の爆薬が用いられているが、気体相の爆発現象を利用する燃料気化爆弾という例外もある。
爆弾の起爆タイミングの制御には、時計、遠隔装置、各種センサー、レーダーなどが使われている。内部に充填された爆薬への点火は、信管によって行われ、これが動作すると急速に反応を起こして爆発するものが一般に良く知られている。
爆弾は戦争でよく使われるほか、テロリズムでも使われる。
爆弾は人の作った物である以上動作不良を起こす事があり、予期しない時に爆発する場合もあれば、使用したのに爆発しない場合もある。特に後者は不発弾とも呼ばれ、安全装置が外れている事から、非常に危険な状態として扱われる。この危険性は経年変化によって減少するわけではなく（特に内部の爆薬は数十年経った後でも劣化しないことがある）、一般人がみだりに触れるのは禁物である。日本では太平洋戦争中に使用された爆弾の不発弾が現在でも発見されることがあり、その場合は自衛隊によって処理される。

## 爆弾の種類
爆弾には様々な種類があり、破壊する対象や用法によって工夫されている。単純に破壊する範囲を拡大させるために威力の増強を目指した物もあれば、破壊する対象の種類や方向を限定させた物などがある。

### 軍事目的の爆弾
- 核爆弾
  - 原子爆弾（核分裂爆弾）
  - 水素爆弾（核融合爆弾）
    - 中性子爆弾
- 焼夷弾
  - ナパーム弾
- 燃料気化爆弾
- クラスター爆弾
- デイジーカッター
- 地中貫通爆弾
- 無誘導爆弾
- 誘導爆弾
- ロケット弾
- 手榴弾
- 地雷
- 時限爆弾
- 石炭爆弾

### 特殊な爆弾
- 風船爆弾
- 電磁波爆弾
- 停電爆弾

### テロリズム関連
- 時限爆弾
- 即席爆発装置（IED）
- 車爆弾
- パイプ爆弾
- 郵便爆弾
- 汚い爆弾
放射性物質を飛散させる事を目的としており、直接的な威力よりも核汚染が問題となる。テロによる使用も懸念されており、核物質の管理を強める一因ともなっている。また、飛散した放射性物質を除去するには長い時間がかかる。